# Spandauer SC Teutonia 1899
Spandauer SC Teutonia 1899 is een Duitse voetbalclub uit Berlijn, meer bepaald uit het stadsdeel Hakenfelde in het district Spandau. De huidige club ontstond na een fusie tussen Spandauer SC en SC Teutonia Spandau in 1992. 

## Geschiedenis

### Viktoria Spandau
De club werd in 1899 opgericht als Spandauer FC Viktoria 1899. De club sloot zich aan bij de Markse voetbalbond en speelde van 1906 tot 1911 in de hoogste klasse. In 1911 fuseerden de drie Berlijnse bonden tot één grote competitie. Viktoria kon zich hiervoor kwalificeren maar degradeerde na één seizoen.

### Preußen Spandau
In 1902 werd Spandauer SC Vorwärts opgericht. Deze club speelde in 1904/05 in de competitie van de Markse bond. In 1905 werd de naam gewijzigd in Spandauer SC Preußen 1902. De club werd laatste in de competitie. De volgende jaren speelde de club in lagere reeksen. In 1918 promoveerde de club voor één seizoen naar de hoogste klasse van de Brandenburgse voetbalbond.

### Spandauer SC 1899
In 1922 fuseerden Spandauer SC Preußen 1902, Spandauer FC Viktoria 1899 en Sport- und Artisten- Club Felicitas Spandau 1902 tot Spandauer SC 1899. De club degradeerde na één seizoen uit de hoogste klasse en fuseerde dat jaar ook nog met Germania 1915 Spandau. De club kon na één seizoen terugkeren en verzekerde het behoud in 1925, maar in 1926 degradeerde de club definitief. Twee jaar later volgde zelfs een degradatie naar de derde klasse. Hier kon de club wel na één seizoen terugkeren. De volgende jaren kon de club nog enkele keren in de subtop eindigen. Na de invoering van Gauliga in 1933 slaagde de club er niet meer in om in de hoogste klasse te spelen. De club fuseerde dat jaar met Spandauer Sportfreunde 07 tot VfB Spandau 1899. 
Na de Tweede Wereldoorlog werden alle Duitse voetbalclubs ontbonden. In de plaats kwam SG Spandau Neustadt, dat twee jaar later de naam Spanduer SC 1899 aannam. In 1952/53 speelde de club nog in de Amateurliga Berlin, destijds de tweede divisie maar verdween daarna in de anonimiteit. In 1992 fuseerde de club met Spandauer SC Teutonia 1911.

### Spandauer SC Teutonia 1899
De fusieclub startte in 1992/93 in Verbandsliga Berlin, op dat moment de vierde hoogste divisie, maar degradeerde na één seizoen. De club keerde terug van 2003 tot 2005, inmiddels was dit nog maar de vijfde hoogste divisie.